# David Yallop
David Anthony Yallop est un romancier, essayiste, journaliste d'investigation et scénariste britannique, né le 27 janvier 1937 à Londres et mort dans la même ville le 23 août 2018. Il est notamment connu pour ses enquêtes sur des affaires criminelles. 

## Biographie
David Yallop est né au sud de Londres le 27 janvier 1937. Il quitte le lycée à l'âge de 15 ans et trouve un petit emploi dans un journal avant d'effectuer deux ans de service militaire dans la Royal Air Force. Après avoir enchaîné différents métiers, il entre à la BBC où il devient directeur de studio. Il participe dans les années 1970 à des scripts pour des comédies.
David Yallop a écrit un grand nombre de livres à succès traitant d'erreurs judiciaires ou de crimes non élucidés. 
Le plus célèbre est celui qu'il a publié en 1984, Au nom de Dieu, consacré à la mort de Jean-Paul Ier dans lequel il soutient que le pape est mort empoisonné. Le livre, qui suscite la controverse, est un best-seller vendu à 6 millions d'exemplaires et traduit en 30 langues. Il a écrit deux autres livres sur l’Église catholique, l'un consacré aux affaires vaticanes sous le pontificat de Jean Paul II, The Power and the Glory (2007), l'autre aux scandales d'abus sexuels Beyond Belief: The Catholic Church and the Child Abuse Scandal (2010). Il se définit comme un « catholique agnostique ». 
Souffrant d'une maladie d'Alzheimer, il meurt d'une pneumonie le 23 août 2018 à l'âge de 81 ans.

## Ouvrages

### En anglais
- To Encourage the Others (sur l'affaire Craig/Bentley)
- The Day the Laughter Stopped (biographie de Roscoe Arbuckle traitant de l'affaire dans laquelle l'acteur est impliqué)
- Beyond Reasonable Doubt? (consacré à l'affaire Arthur Allan Thomas (en), condamné pour meurtre puis innocenté)
- Deliver Us from Evil (consacré à l'éventreur du Yorkshire, Peter Sutcliffe)
- To the Ends of the Earth (à propos de la capture d'Ilich Ramírez Sánchez)
- How They Stole the Game (sur la corruption dans le monde du football)
- Unholy Alliance (fiction en rapport avec les cartels de drogue)
- The Power and the Glory: Inside the Dark Heart of Pope John Paul II's Vatican (sur les affaires au Vatican sous Jean-Paul II)
- Beyond Belief: The Catholic Church and the Child Abuse Scandal (sur les abus sexuels sur mineurs dans l'Église catholique et leur dissimulation)

Il est aussi coauteur de l'autobiographie de Graham Chapman, A Liar's Autobiography (Volume VI).

### En français
- Au nom de Dieu, Christian Bourgois éditeur (sur la mort de Jean-Paul Ier)